# Gauliga Baden
Pour un article plus général, voir Gauliga.
La Gauliga Baden fut une ligue de football (de Division 1) imposée par le NSRL en 1933.
Dès leur arrivée au pouvoir en mars 1933, Adolf Hitler et le NSDAP imposèrent une réorganisation administrative radicale à l'Allemagne (voir liste des Gaue). Administrativement, la "Gau Baden" remplaça l'ancienne République de Bade de la République de Weimar.
La Gauliga Baden fut démantelée en 1945.

## Généralités
La ligue fut mise sur pied en 1933. Elle remplaça les deux Bezirksklasse (des ligues à l'époque de moindre importance) du Baden-Württemberg et de la Sarre, et fit alors partie des plus hautes ligues du Championnat allemand.
La Gauliga Baden fut créée avec 10 clubs, tous localisés dans l'ancienne République de Bade et issus de divisions inférieures de Baden, du Württemberg et d'une division appelée "Rhin".
Lors de la première saison, la Gauliga Baden se joua en matches aller/retour entre 10 clubs. Le champion participa à la phase finale du Championnat national, jouée par matches à élimination directe. Ce principe resta d'application jusqu'en 1945, avec toutefois certains aménagements temporaires.
Le seul succès enregistré par cette Gauliga fut l'accession à la finale de la Tschammerpokal (l'ancêtre de l'actuelle DFB-Pokal), du SV Waldhof Mannheim, en 1939. Mannheim s'inclina contre le 1. FC Nuremberg.
En 1939-1940, la Gauliga Baden se joua en quatre groupes avec un tour final pour désigner le champion. La saison suivante, la ligue reprit son ancien système. 
En vue de la saison 1941-1942, la Gauliga Baden se scinda en deux groupes, l'un dénommé "Nord", l'autre "Sud". Chaque groupe comprenait 6 clubs. Les deux vainqueurs de poule se disputèrent le titre de champion. En 1942-1943, on en revint au principe d'un seul groupe. En 1943-1944, la Gauliga Baden aligna 19 clubs répartis au seuil de trois groupes. Le tour final se joua à trois.
En 1945, l'écroulement imminent de l'Allemagne nazie eut raison de la Gauliga Baden qui n'alla pas à son terme. 

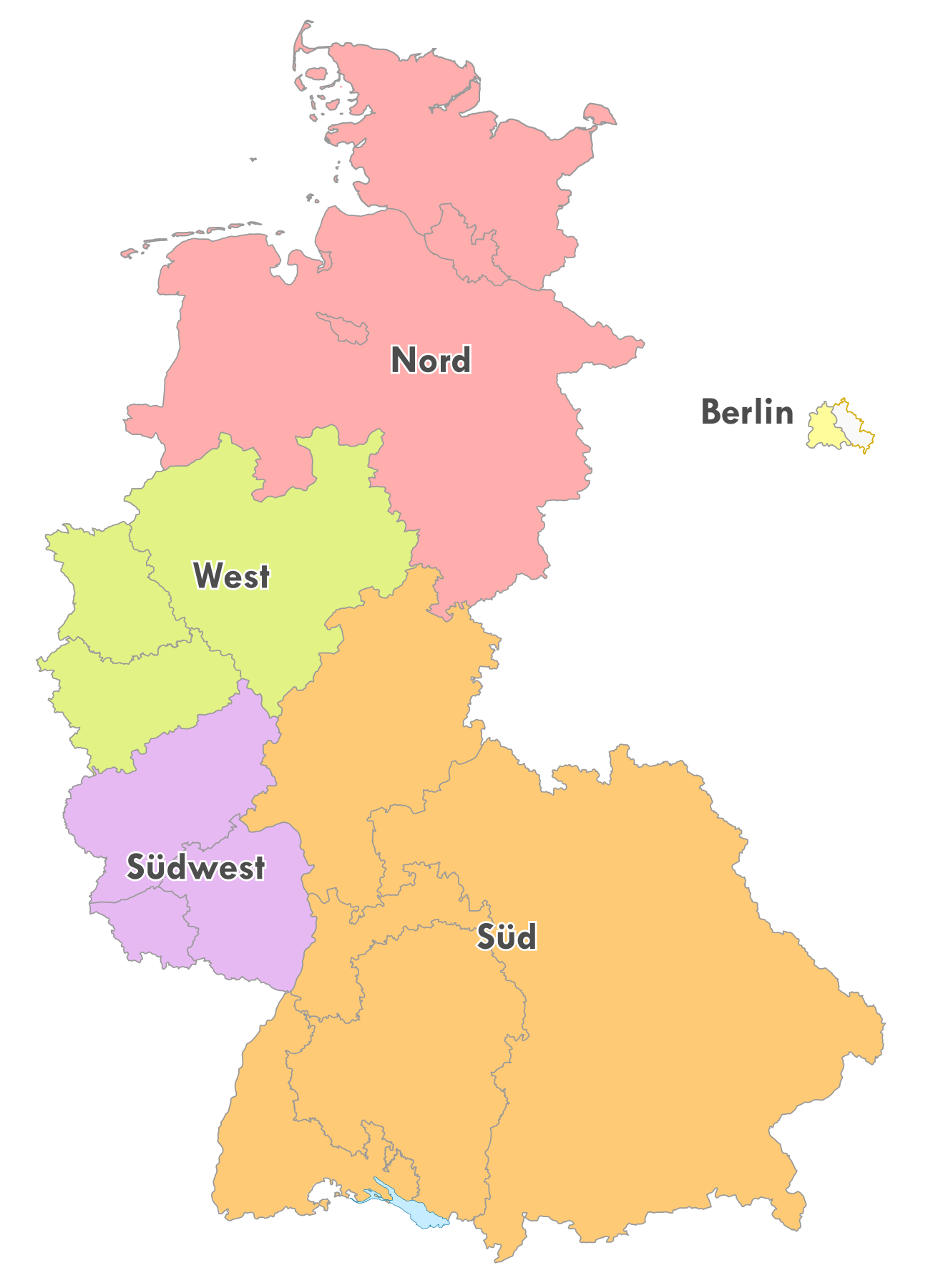
Les "Oberligen" en 1949

Dès la capitulation allemande entérinée, les Alliés démantelèrent le NSRL. Toute l'organisation sportive allemande dut être réinstaurée, y compris celle des fédérations et des clubs. 
L'ancienne Gau Baden fut partagée entre les Français (au sud) et les Américains (au nord).
Du point de vue du football, les clubs de la partie Nord rejoignirent la nouvelle structure mise en place par la DFB : l'Oberliga Sud. Les clubs de la zone Sud furent incorporés à l'Oberliga Sud-Ouest.

## Clubs fondateurs de la Gauliga Baden
Ci-dessous, les 10 clubs qui fondèrent la Gauliga Baden, en 1933 et leur résultat lors de la saison 1932-1933 dans soit la Bezirksliga Baden-Württemberg/Baden, soit la Bezirksliga Rhin/Sarre:
- SV Waldhof Mannheim, vainqueur de la Division Rhin
- VfR Mannheim, 5e de la Division Rhin
- Freiburger FC, 4e de la Division Baden
- Phönix Karlsruhe, vainqueur de la Division Baden
- 1. FC Pforzheim, 4e de la Division Württemberg
- Karlsruher FV, 2e Division Baden
- VfL Neckarau, 3e Division Rhin
- VfB Mühlburg, club issu de la fusion entre "VfB Karlsruhe" et "FC Mühlburg", respectivement 3e et 5e de la Division Baden
- Germania Brötzingen, 6e Division Württemberg
- SC Freiburg, 6e Division Baden

## Champions et vice-champions de la Gauliga Baden
| Saisons | Champions           | Vice-champions   |
| 1933-34 | SV Waldhof Mannheim | VfR Mannheim     |
| 1934-35 | VfR Mannheim        | Phönix Karlsruhe |
| 1935-36 | SV Waldhof Mannheim | 1. FC Pforzheim  |
| 1936-37 | SV Waldhof Mannheim | VfR Mannheim     |
| 1937-38 | VfR Mannheim        | 1. FC Pforzheim  |
| 1938-39 | VfR Mannheim        | 1. FC Pforzheim  |
| 1939-40 | SV Waldhof Mannheim | VfB Mühlburg     |
| 1940-41 | VfL Neckarau        | VfB Mühlburg     |
| 1941-42 | SV Waldhof Mannheim | VfB Mühlburg     |
| 1942-43 | VfR Mannheim        | VfTuR Feudenheim |
| 1943-44 | VfR Mannheim        | VfB Mühlburg     |

## Classements dans la "Gauliga Baden" de 1933 à 1944
| Club                           | 1934 | 1935 | 1936 | 1937 | 1938 | 1939 | 1940 | 1941 | 1942 | 1943 | 1944 |
| ------------------------------ | ---- | ---- | ---- | ---- | ---- | ---- | ---- | ---- | ---- | ---- | ---- |
| SV Waldhof Mannheim            | 1    | 4    | 1    | 1    | 3    | 4    | 1    | 3    | 1    | 3    | 5    |
| VfR Mannheim                   | 2    | 1    | 4    | 2    | 1    | 1    | 2    | 4    | 4    | 1    | 1    |
| Freiburger FC                  | 3    | 6    | 8    | 4    | 5    | 3    | 1    | 5    | 2    | 6    | 1    |
| Phönix Karlsruhe 1             | 4    | 2    | 10   |      | 6    | 7    | 4    | 6    | 5    | 10   |      |
| 1. FC Pforzheim                | 5    | 7    | 2    | 3    | 2    | 2    | 3    | 8    | 3    | 5    | 3    |
| Karlsruher FV                  | 6    | 8    | 3    | 9    |      | 6    | 5    | 9    |      |      | 5    |
| VfL Neckarau                   | 7    | 3    | 5    | 6    | 4    | 8    | 4    | 1    | 2    | 8    | 4    |
| VfB Mühlburg                   | 8    | 5    | 6    | 5    | 8    | 5    | 1    | 2    | 1    | 4    | 1    |
| Germania Brötzingen            | 9    |      | 6    | 7    | 10   |      |      |      |      |      |      |
| SC Freiburg                    | 10   |      |      |      |      |      | 2    |      | 6    |      | 6    |
| Germania Karlsdorf             |      | 9    |      |      |      |      |      |      |      |      |      |
| FC Mannheim 08                 |      | 10   |      |      |      |      |      |      |      |      |      |
| Spvgg Amiticia Viernheim       |      |      | 9    |      |      |      | 5    |      |      |      |      |
| SV Sandhofen                   |      |      |      | 8    | 7    | 9    | 3    | 7    | 3    |      |      |
| FC Rastatt 04                  |      |      |      | 10   |      |      | 6    |      | 4    | 9    | 2    |
| Kehler FV                      |      |      |      |      | 9    |      |      |      |      |      |      |
| Offenburger FV 07              |      |      |      |      |      | 10   | 2    |      |      |      |      |
| SGK Heidelberg                 |      |      |      |      |      |      | 6    |      |      |      |      |
| FC Birkenfeld                  |      |      |      |      |      |      | 2    | 10   |      |      |      |
| VfR Achern                     |      |      |      |      |      |      | 1    |      |      |      |      |
| Lahrer FV                      |      |      |      |      |      |      | 3    |      |      |      |      |
| Jahn Offenburg                 |      |      |      |      |      |      | 4    |      |      |      |      |
| FC Gutach                      |      |      |      |      |      |      | 3    |      |      |      |      |
| FV Emmendingen                 |      |      |      |      |      |      | 4    |      |      |      | 4    |
| FC Waldkirch                   |      |      |      |      |      |      | 5    |      |      |      |      |
| VfTuR Feudenheim               |      |      |      |      |      |      |      |      | 5    | 2    | 3    |
| SG Plankstadt                  |      |      |      |      |      |      |      |      | 6    |      |      |
| FV Daxlanden                   |      |      |      |      |      |      |      |      |      | 7    | 6    |
| KSG Käfertal/Phönix Mannheim 2 |      |      |      |      |      |      |      |      |      |      | 2    |
| KSG Walldorf                   |      |      |      |      |      |      |      |      |      |      | 6    |
| VfR Pforzheim                  |      |      |      |      |      |      |      |      |      |      | 4    |
| KSG Karlsruhe 1                |      |      |      |      |      |      |      |      |      |      | 7    |
| Luftwaffen SV Freiburg         |      |      |      |      |      |      |      |      |      |      | 2    |
| SpVgg Wiehre                   |      |      |      |      |      |      |      |      |      |      | 3    |
| Kickers Haslach                |      |      |      |      |      |      |      |      |      |      | 5    |

Source:« Gauliga Baden », Das deutsche Fussball-Archiv (consulté le 23 juillet 2008)
- 1 En 1943, le Phönix Karlsruhe forma une association de guerre (en Allemand: Kiregspielgemeinschaft - KSG) avec le Germania Durlach pour jouer sous le nom de KSG Karlsruhe. En 1952, Phönix Karlsruhe et VfB Mühlburg s'unirent pour former l'actuel Karlsruhe SC.
- 2 En 1943, le SC Käfertal forma une association de guerre (en Allemand: Kiregspielgemeinschaft - KSG) avec le Mannheimer FC Phönix 02 et joua sous le nom de KSG Käfertal/Phönix Mannheim.

## Sources et liens externes
- The Gauligas Das Deutsche Fussball Archiv (in German)
- Germany - Championships 1902-1945 at RSSSF.com
- Die deutschen Gauligen 1933-45 - Heft 1-3 (de) Tables of the Gauligas 1933-45, publisher: DSFS